# Patrick Rakovsky
Patrick Rakovsky (Olpe, 2 juni 1993) is een Duits voetballer van Tsjechische afkomst die dienstdoet als doelman. Hij stroomde in 2011 door vanuit de jeugd van FC Nürnberg.

## Clubcarrière
Rakovsky, die tot zijn zesde in Duitsland leefde en vervolgens met zijn ouders naar de Tsjechië emigreerde, speelde in zijn jeugd bij FK Dukla Praag, Sparta Praag, Slavia Praag en vier seizoenen bij Schalke 04. In 2011 haalde FC Nürnberg hem weg bij Schalke 04. Op 20 augustus 2011 debuteerde Rakovsky op zestienjarige leeftijd in het Signal Iduna Park van Borussia Dortmund voor 78.400 toeschouwers. Hij werd derde het klassement om de Fritz Walter Medaille in 2012 als beste speler bij de -19.
In oktober 2017 ondertekende hij, na enkele maanden zonder club gezeten te hebben, een contract tot het einde van het seizoen bij Lierse SK. Hij nam er meteen de plaats van Jari De Busser in. Met Rakovsky in doel won Lierse zeven competitiewedstrijden op rij. De Duitser bleef het hele seizoen in doel staan bij de Pallieters, die op het einde van het seizoen failliet gingen.
Na het faillissement van Lierse bleef Rakovsky opnieuw een tijdje zonder club. Hij belandde uiteindelijk bij de Finse eersteklasser FC Lahti. Sinds 2021 komt hij uit voor Orange County SC.

## Erelijst
Persoonlijk
- Onder 19 Fritz Walter Medaille: Brons 2012